# آکیم دجاها
آکیم دجاها (انگلیسی: Akim Djaha؛ زادهٔ ۱۴ سپتامبر ۱۹۹۸) بازیکن فوتبال اهل اتحاد قمر است.
وی همچنین در تیم ملی فوتبال اتحاد قمر بازی کرده‌است.